# Grand Prix Formule 1 van België 1966
De Grand Prix Formule 1 van België 1966 werd gehouden op 12 juni op het circuit van Spa-Francorchamps in Stavelot. Het was de tweede race van het seizoen.

## Uitslag
| Pos. | Nr. | Coureur         | Constructeur        | Rondes | Tijd / Oorzaak uitval | Grid | Punten |
| ---- | --- | --------------- | ------------------- | ------ | --------------------- | ---- | ------ |
| 1    | 6   | John Surtees    | Ferrari             | 28     | 2:09:11.3             | 1    | 9      |
| 2    | 19  | Jochen Rindt    | Cooper-Maserati     | 28     | + 42.1                | 2    | 6      |
| 3    | 7   | Lorenzo Bandini | Ferrari             | 27     | + 1 Ronde             | 5    | 4      |
| 4    | 3   | Jack Brabham    | Brabham-Repco       | 26     | + 2 Rondes            | 4    | 3      |
| 5    | 18  | Richie Ginther  | Cooper-Maserati     | 25     | + 3 Rondes            | 8    | 2      |
| NC   | 22  | Guy Ligier      | Cooper-Maserati     | 24     | Niet geklasseerd      | 12   |        |
| NC   | 27  | Dan Gurney      | Eagle-Climax        | 23     | Niet geklasseerd      | 15   |        |
| DNF  | 15  | Jackie Stewart  | BRM                 | 0      | Ongeluk               | 3    |        |
| DNF  | 20  | Jo Bonnier      | Cooper-Maserati     | 0      | Ongeluk               | 6    |        |
| DNF  | 16  | Mike Spence     | Lotus-BRM           | 0      | Ongeluk               | 7    |        |
| DNF  | 14  | Graham Hill     | BRM                 | 0      | Ongeluk               | 9    |        |
| DNF  | 10  | Jim Clark       | Lotus-Climax        | 0      | Motor                 | 10   |        |
| DNF  | 8   | Bob Bondurant   | BRM                 | 0      | Ongeluk               | 11   |        |
| DNF  | 4   | Denny Hulme     | Brabham-Climax      | 0      | Ongeluk               | 13   |        |
| DNF  | 21  | Jo Siffert      | Cooper-Maserati     | 0      | Ongeluk               | 14   |        |
| DNS  | 8   | Vic Wilson      | BRM                 |        |                       |      |        |
| DNS  | 11  | Peter Arundell  | Lotus-BRM           |        |                       |      |        |
| DNS  | 24  | Bruce McLaren   | McLaren-Serenissima |        |                       |      |        |

## Statistieken
| Pole-position | John Surtees | Ferrari | 3:38.0 |
| Snelste ronde | John Surtees | Ferrari | 4:18.7 |

## Noot
- Eerste rondes als raceleider en podiumplaats voor Jochen Rindt en voor een Oostenrijkse coureur.
- Lorenzo Bandini werd voor het eerste keer de leider van het klassement. Het was de eerste keer sinds Luigi Musso na de Grote Prijs van Monaco  van 1958 - 77 Grands Prix hiervóór - dat een Italiaan het kampioenschap leidde.

1925 · 1930 · 1931 · 1933 · 1934 · 1935 · 1937 · 1939 · 1947 · 1949 · 1950 · 1951 · 1952 · 1953 · 1954 · 1955 · 1956 · 1958 · 1960 · 1961 · 1962 · 1963 · 1964 · 1965 · 1966 · 1967 · 1968 · 1970 · 1972 · 1973 · 1974 · 1975 · 1976 · 1977 · 1978 · 1979 · 1980 · 1981 · 1982 · 1983 · 1984 · 1985 · 1986 · 1987 · 1988 · 1989 · 1990 · 1991 · 1992 · 1993 · 1994 · 1995 · 1996 · 1997 · 1998 · 1999 · 2000 · 2001 · 2002 · 2004 · 2005 · 2007 · 2008 · 2009 · 2010 · 2011 · 2012 · 2013 · 2014 · 2015 · 2016 · 2017 · 2018 · 2019 · 2020 · 2021 · 2022 · 2023 · 2024 · 2025 · 2026 · 2027 · 2029 · 2031